# 高密市
高密市（こうみつし）は、中華人民共和国山東省濰坊市に位置する県級市。有名な出身者には高密三賢（晏嬰・鄭玄・劉墉（清代の書家））などがいる。また近代には小説家の莫言などを輩出した。

## 地理
高密市は膠東半島（山東半島）と山東省内陸部の中間に位置し、北西は安丘市に、南西は諸城市に、東は青島市膠州市に、北は平度市にそれぞれ接する。

## 歴史
秦朝により斉郡（後に膠東郡）の下に高密県が設置された。漢朝が成立すると膠西国（後に膠西郡）とされたが、前73年（本始元年）に高密国が設置されその管轄とされた。9年（始建国元年）、新代により高密県は章牟県と改称されたが、後漢の成立と共に高密県に復され北海国の管轄とされた。
三国時代になると魏の版図とされ、青州城陽郡の管轄とされた、その後の南北朝時代では南朝宋の青州高密郡、北魏の青州（後に膠州）高密郡の管轄とされた。隋朝が成立すると当初は膠州の管轄とされたが、607年（大業3年）の郡制施行に伴い高密郡の管轄とされた。
唐朝が成立すると州制が復活、高密県は河南道密州の管轄となり、その後の宋代には京東東路密州、金代には山東東路密州、元代には山東東西道益都路膠州の管轄とされた。明朝が成立すると当初は青州府の管轄とされたが、1736年（洪武9年）に萊州府の管轄となった。清末の1905年（光緒31年）に膠州に移管されている。
中華民国が成立すると州制が廃止され、山東省膠東道の管轄とされたが、1927年（民国16年）、道制廃止に伴い省直轄とされた。日中戦争中は中華民国臨時政府（後に汪兆銘政権に合流し華北政務委員会に改編）の行政監督下に置かれたが、中国共産党を中心とする抗日活動の舞台となり浜北専区の下に高密県や膠高県などが設置されている。
中華人民共和国成立後は当初膠東行政区浜北専区の管轄とされたが、1950年に膠州専区、1956年3月に昌濰地区（1981年に濰坊地区、1983年に濰坊市）の管轄とされた。1994年5月18日に県級市に昇格し高密市が誕生、現在に至る。

## 文化
ノーベル文学賞作家莫言の出身地であり、彼のほとんどの作品で舞台となっている。代表的作品に『赤い高粱』、『白檀の刑』など。
また、伝統演劇として国家級非物質文化遺産の「茂腔」がある。

## 行政区画
- 街道：朝陽街道、醴泉街道、密水街道
- 鎮：柏城鎮、夏荘鎮、姜荘鎮、大牟家鎮、闞家鎮、井溝鎮、柴溝鎮
- 経済開発区、膠河疏港物流園区

## 出身人物
- 鄭玄 - 学者
- 莫言 - 作家、2012年ノーベル文学賞受賞